# Diecezja Santo Ângelo
Diecezja Santo Ângelo (łac. Dioecesis Angelopolitana) – diecezja Kościoła rzymskokatolickiego w Brazylii. Należy do metropolii Santa Maria wchodzi w skład regionu kościelnego Sul 3. Została erygowana przez papieża Jana XXIII bullą Apostolorum exemplo w dniu 22 maja 1961.